# 발생학
발생학(發生學, 영어: embryology)은 개체 발생에서 형태 형성을 연구하는 학문이다. 나아가 생물의 발생 과정과 발생 체제를 연구하는 생물학의 한 분야로 발생 생리학, 비교 발생학, 발생 유전학 따위가 있다. 따라서 발생학은 개체발생학과 개통발생학적인 시야를 제공할 수 있다.

## 사람 발생에 대한 관찰
사람의 발생은 고대 시기부터 문화권을 막론하고 관심의 대상이 되었는데, 종교적인 이유가 많았다. 태반과 탯줄을 신성시하는 문화가 고대 이집트를 비롯한 여러 문명에서 발견되며, 한반도에도 삼국 시대부터 태실 등을 만들어 태반을 보관하는 안태(安胎) 풍습이 있었다. 인도 문명의 경우 일찍부터 힌두교 및 불교 경전에 사람 발생 과정을 상세히 기록하였다. 기원전 1천년경에 저술된 것으로 추정되는 우파니샤드의 하나인 《가르브하 우파니샤드(Garbha Upaniṣad, Garbhopaniṣad)》에는 사람 태아의 발생 과정이 “하룻밤이 지났을 때에는 물과 같고, 이렛날에는 거품과 같으며, 보름이 지나면 덩어리가 된다.” 이와 같이 대략적으로 기술되어 있으며, 바가바드 기타에는 양막과 같은 구조가 언급되어 있다. 기원후에 저술된 것으로 보이는 《불설포태경(佛說胞胎經, Garbhāvakrāntinirdeśa, Garbhāvakrāntisūtra)》은 부처가 아난타에게 임신 38주에 걸친 태아의 변화를 상세히 설명하는 내용을 담고 있는데, 특히 임신 5-8주째에 사지가 발생하는 시기와 순서를 오늘날의 기준으로 볼 때에도 정확하게 기술하였다.

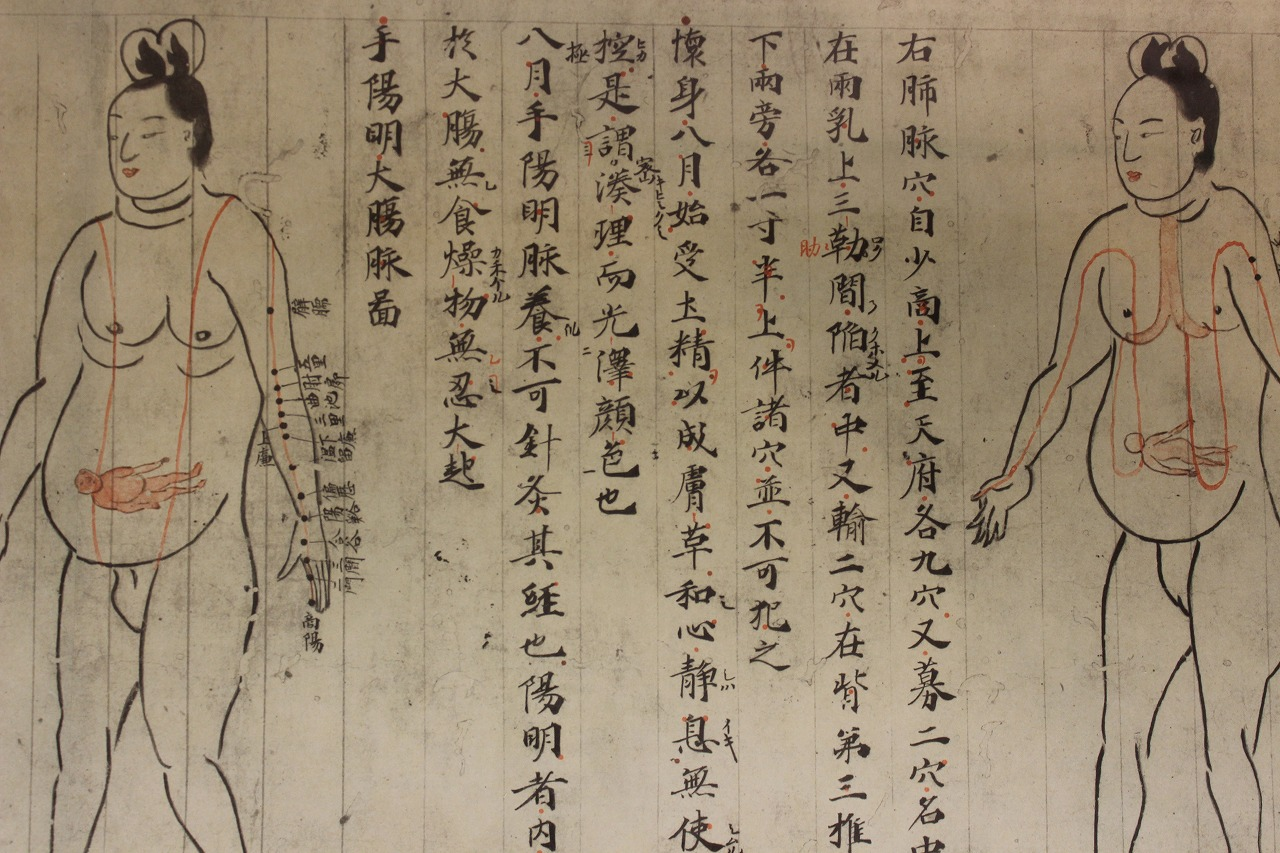
《의심방(醫心方)》에 실린 임산부와 태아 그림

사람 발생에 대한 연구는 산과적인 이유로도 이루어졌다. 인도 아유르베다의 핵심 문헌인 《수슈루타 삼히타(Suśrutasaṃhitā)》와 《차라카 삼히타(Carakasaṃhitā)》는 임산부의 건강 유지를 도울 목적으로 임신·발생 과정에 대한 기술과 설명을 소개하였다. 특히 동아시아에서 주로 종교보다는 의학적인 동기로 발생에 대한 기록을 남겼는데, 그림을 함께 싣곤 했다는 점이 특징이었다. 전한 시대의 무덤 마왕퇴에서 발견된 백서 중 하나인 《태산서(胎産書)》에는 열 달 동안 태아의 변화가 기술되어 있으며, 임산부를 위한 건강 지침과 더불어 임산부의 몸 형태 그림이 실려 있다. 10세기에 중국 의서를 종합하여 저술된 일본 의서 《의심방(醫心方)》은 임산부에게 침술을 시행할 때 도움을 줄 목적으로 매달 임산부의 변화를 나타낸 그림을 수록하였는데, 여기에 열 달 동안 배아가 차츰 태아로 자라나는 모습을 함께 나타내었다.

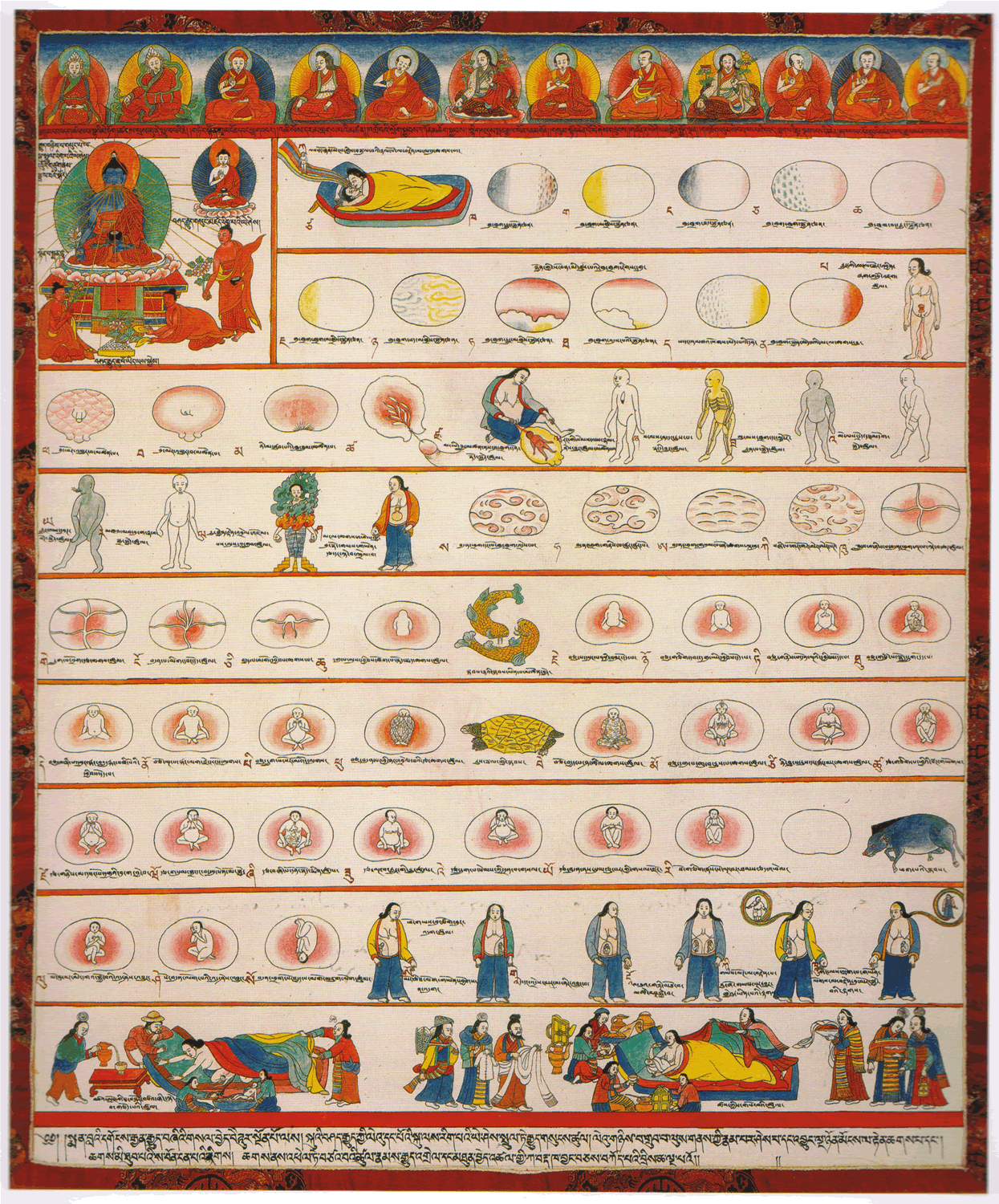
상예갸초의 주도로 개정된 《사부의전》에 실린 77개 삽화 중 다섯 번째로, 사람 발생 과정을 나타내었다.

티베트에서는 9세기경 《가르브하 우파니샤드》가 번역된 이래 사람 발생 순서에 대해 다양한 의견이 제시되었다. 14세기 롱첸파(Longchenpa)는 사지가 임신 8주경에 발생한다고 정확하게 서술하였다. 티베트의 섭정이었던 상예갸초(Sangye Gyatso)는 1670년 티베트 전통의학의 핵심 문헌인 《사부의전(四部醫典, rGyud-bZhi, the Four Tantras)》을 개정할 때 내용을 한결 효과적으로 전달하기 위해 77개의 그림을 수록하였다. 그 중 다섯 번째 삽화에서 두 화가(Lhobrag Norbu Gyatso, Lhasawa Genyen)는 사람 발생의 전체 과정을 순서대로 나타내었다.
고대 그리스의 소크라테스 이전 철학자들도 사람 배아의 형성 과정을 탐구했다. 엠페도클레스는 여러 인체 부위의 조성을 사원소설을 바탕으로 설명했으며, 아낙사고라스, 알크마이온, 디오게네스 등은 여러 인체 부위가 생겨나는 순서에 대해 다양한 의견을 제기했다. 기원전 5세기경 히포크라테스 학파는 주로 산과적인 문제와 연관 지어 사람 발생을 논의했으나, 사람 발생에서 다른 동물의 발생으로까지 시선을 넓혔다. 탯줄의 구조와 출산의 원인 등 다양한 주제에 대한 의견을 개진하는 문헌인 《발생론(고대 그리스어: Περὶ γονῆς, On generation)》에는 달걀을 깨서 관찰한 내용을 근거로 제시하는 부분이 있다. 아리스토텔레스 역시 사람뿐만 아니라 여러 동물의 발생에 관심을 가졌다. 그는 《동물발생론(고대 그리스어: Περὶ ζῴων γενέσεως, On the generation of animals)》에서 발생 과정을 동물 분류의 기준으로 삼을 요량으로 여러 동물의 생활사를 비교하여 서술했으며, 난생, 태생, 난태생을 구분하였다. 난할 방식을 완전(holoblastic) 난할과 불완전(meroblastic) 난할로 구분하기도 했다.

## 전성설-후성설 논쟁
발생을 탐구한 학자 가운데 상당수는 현상을 관찰하고 기술하는 데에서 그치는 것이 아니라 그 과정을 인과적으로 해명하고자 했다. 예컨대 히포크라테스 전집에는 남자의 정액과 여자의 월경혈이 만나 발효와 유사한 과정을 거쳐 개체가 만들어진다는 주장이 실려 있다. 아리스토텔레스는 성숙한 개체에서 보이는 구조들이 눈에 보이지 않을 뿐 처음부터 미리 만들어져 있다는 전성설(preformationism), 그리고 발생 과정에서 새로운 구조가 차츰 생겨난다는 후성설(epigenesis)을 대조했으며, 후성설을 옹호했다. 이후 아리스토텔레스주의자들은 배아에 대한 세심한 관찰보다는 아리스토텔레스가 남긴 저작을 근거로 후성설을 계속 받아들였다.

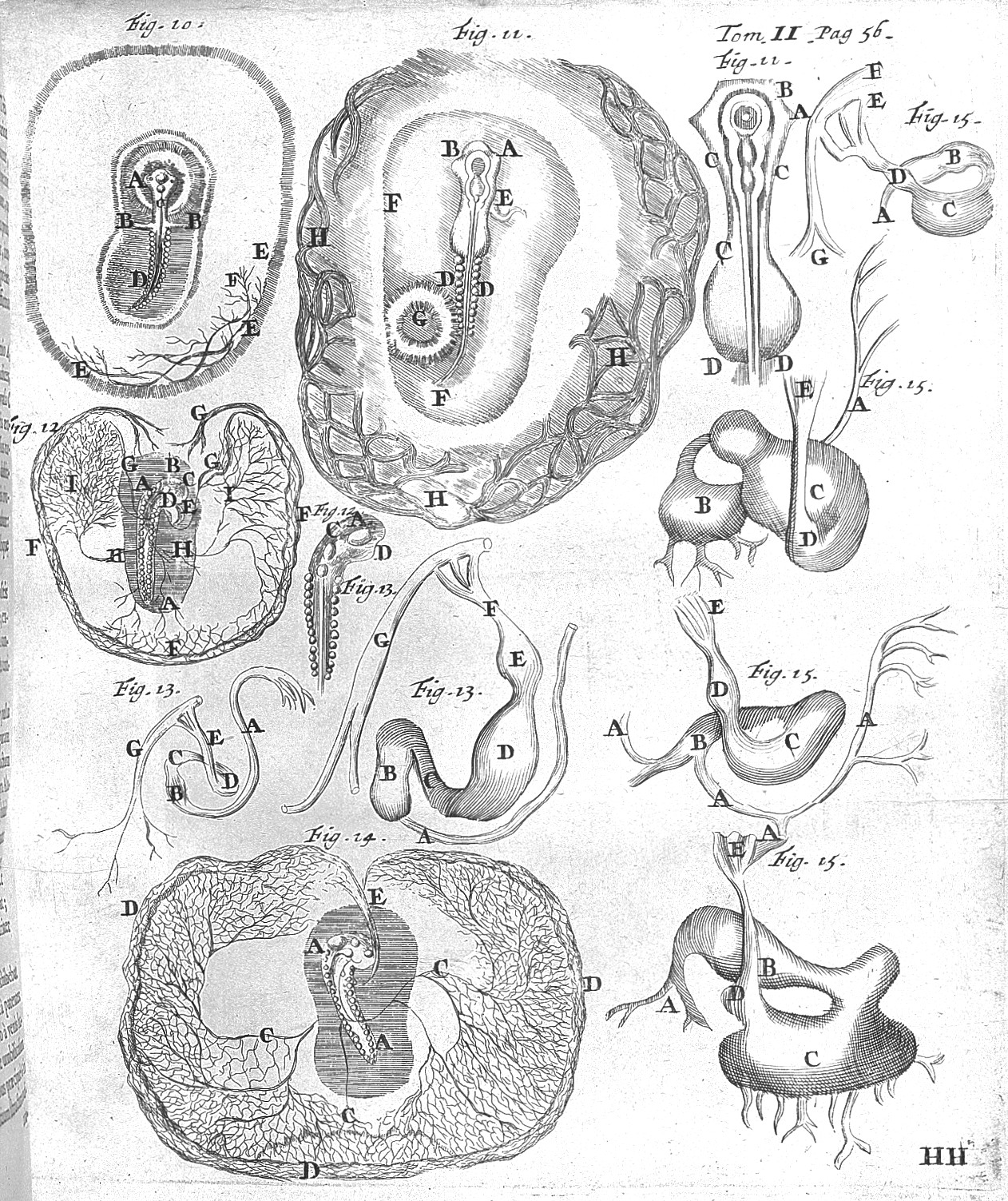
마르첼로 말피기의 1687년 저작 《알에서 닭의 형성에 대하여(De Formatione Pulli in Ovo》에 실린 닭 배아 그림

1651년 윌리엄 하비는 모든 생물이 알, 즉 난자로부터 생겨난다고 주장했으며, 닭의 배아에서 최초로 배반엽을 관찰하였다. 1672년 마르첼로 말피기는 최초로 닭의 발생 과정을 현미경으로 관찰한 기록을 출판하였다. 말피기는 발생이 진행되기 이전 상태의 달걀에 제법 발달된 구조들이 이미 존재하는 것을 보고 전성설을 주장했다. 전성설-후성설 논쟁은 18세기 내내 이어졌다. 카스파르 프리드리히 볼프 등은 발생 도중에 나타나는 구조가 성체에서 관찰되는 구조에 직접 대응하지 않는다는 것을 근거로 후성설을 주장했으나, 그 기제를 설명하기 위해서는 생기론에 의지해야만 했다. 대체로 유물론을 근거로 사고한 학자들이 전성설을, 경험과 관찰에 근거해서 결론을 도출해야 한다고 믿었던 학자들이 후성설을 지지하는 경향이 있었다.
19세기 하인츠 크리스티안 판더, 카를 에른스트 폰 베어, 마르틴 하인리히 라트케, 로베르트 레마크 등의 공로로 발생학이라는 학문 분야가 정립되었다. 19세기 후반 세포설이 정설로 받아들여지기 시작함에 따라, 수정란이라는 하나의 세포로부터 어떻게 개체의 각 부위를 이루는 다양한 세포가 만들어지느냐는 난제가 대두했다. 아우구스트 바이스만은 세포에서 핵의 중요성을 강조하던 흐름에 힘입어, 수정란의 핵 안에 갖가지 결정인자(determinant)가 불균일하게 분포해 있다는 가설을 제안했다. 난할을 거치면서 딸세포가 제각기 다른 결정인자를 나누어 가지게 되기 때문에 그 운명이 저마다 다르게 정해진다는 것이다. 이는 일종의 전성설인데, 바이스만은 처음에 후성설을 지지했으나 도저히 후성설에 따른 개체 발생 원리를 해명할 수 없어 전성설로 전향했다고 스스로 밝혔다.

## 진화론과의 만남
비교해부학 연구는 발생 과정의 공통점뿐만 아니라 차이점도 밝혀냈다. 여러 생물종의 성체 사이에 어떤 관계가 있는지에 대해서는 찰스 다윈 이전에도 이를테면 존재의 대사슬과 같은 설명 방식이 있었으며, 이러한 질서가 서로 다른 생물종의 배아발생 과정의 차이점과 어떻게 연관되는지 해명하는 것은 아리스토텔레스 이래 많은 학자의 관심을 끈 주제였다. 이 문제에 대한 한 가지 대답은 고등동물의 발생이란 그보다 하등한 동물의 성체 단계들을 차례로 거쳐 가는 과정이라는 발생반복설이었다. 카를 폰 베어는 이를 비판하며 다음처럼 네 가지 법칙을 제시했다.
1. 배아에서 동물군의 일반적인 특징이 특수한 특징보다 더 일찍 나타난다.
2. 가장 일반적인 특징으로부터 덜 일반적인 특징이 발달하며, 이같이 되풀이한 끝에 가장 특수한 특징이 나타난다.
3. 특정한 종의 배아는 다른 동물들을 거쳐 가는 것이 아니라 오히려 그로부터 점점 더 멀어진다.
4. 그러므로 고등한 동물의 배아는 절대 그보다 하등한 동물과 같지 않고, 다만 그 배아와 같을 뿐이다.

폰 베어의 법칙은 주의 깊은 관찰을 근거로 한 것이었지만, 그러한 경향이 성립하는 이유에 대한 설명은 다소 형이상학적이었다. 다윈의 진화론은 생물종 사이의 관계를 이해하는 새로운 관점을 제공해 주었으며, 이에 따라 배아발생의 차이점을 설명하는 문제는 '개체발생(ontogeny)과 계통발생(phylogeny)'의 관계를 규명하는 문제로 재해석되었다. 특히 적응으로 말미암아 형태가 다양하게 변화하기 마련인 성체에 비해 배아는 선택압에 덜 노출되어 있을 것이므로, 배아 형태 비교야말로 계통 사이의 연관성을 밝히기에 유용할 것으로 기대되었다. 다윈 자신도 《종의 기원》에서 따개비의 기원을 조사할 때 발생 초기 형태의 유사성을 단서로 삼았다.
| “ | 공통적인 배아 구조는 공통 기원을 드러낸다. (Community of embryonic structure reveals community of descent.) | ” |
|   | — 찰스 다윈, 《종의 기원》                                                                                  |   |

비교해부학과 발생학을 동원하여 생명의 계통수를 추적한다는 구상을 실행에 옮긴 것은 진화론의 열렬한 지지자였던 에른스트 헤켈이었다. 다만 개체발생과 계통발생의 관계에 대한 입장에는 차이가 있었다. 다윈은 폰 베어에 동의했던 반면, 헤켈은 발생반복설을 재해석하여 “개체발생은 계통발생을 되풀이한다”고 주장하였고 이를 '생물발생법칙(biogenetic law)'이라 명명했다. 헤켈은 진화론에 근거한 생물발생법칙이야말로 기독교 철학이나 생기론에 바탕을 두었던 기존의 설명과 달리 발생의 원인에 대한 기계론적·역학적(mechanical) 이해를 가능하게 해 준다고 믿었다. “계통발생은 개체발생의 역학적 원인이다.” 하고 그는 주장하였다. 다윈 이후 적어도 두 세대의 동물학자들이 헤켈의 연구 프로그램을 받아들여 발전시켰다.

## 실험적 발생학의 발전

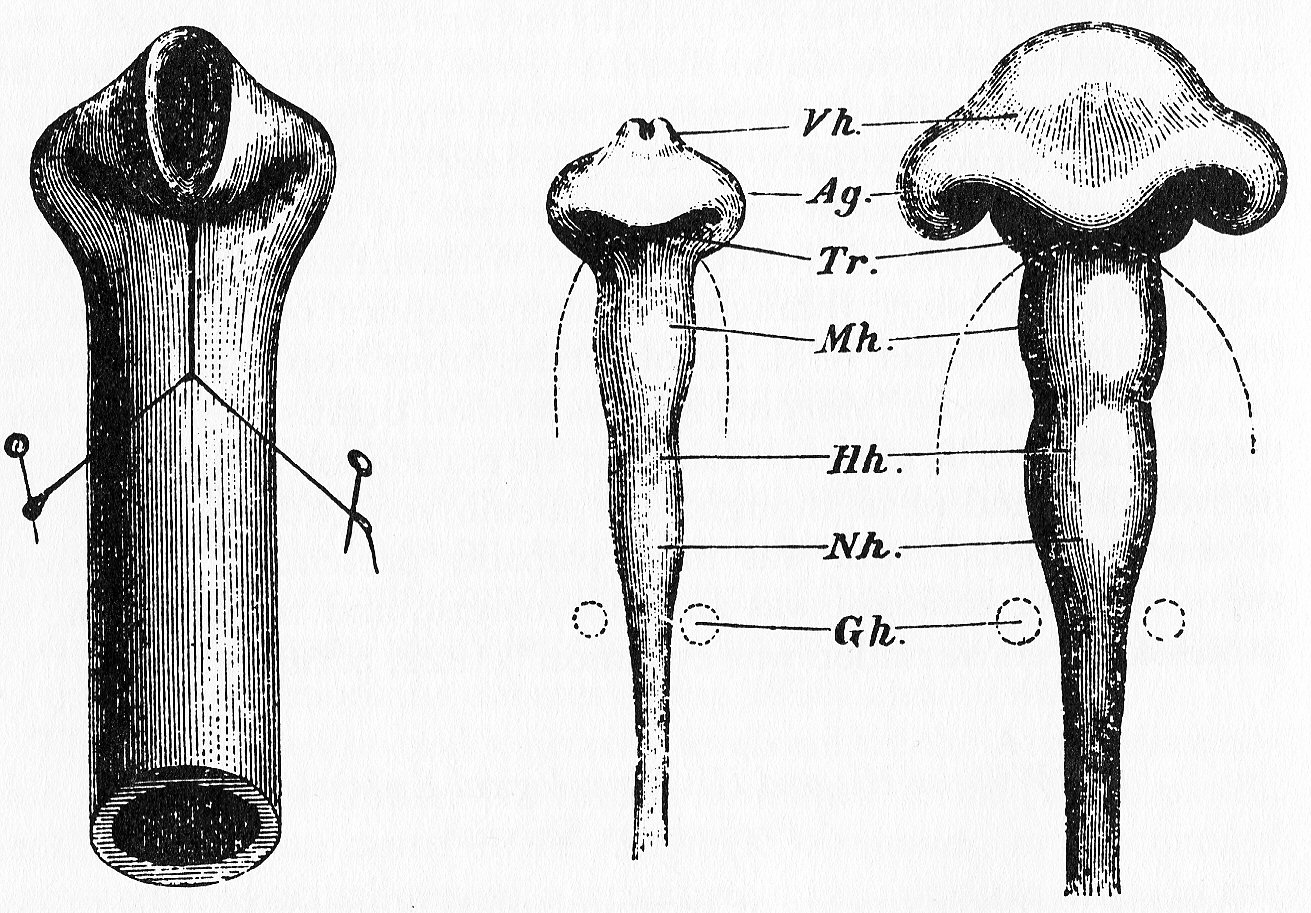
빌헬름 히스의 1874년 저작 《Unsere Körperform und das physiologische Problem ihrer Entstehung》에 실린 그림. 고무로 된 관을 당겼을 때 양쪽으로 튀어나오는 모습이 발생 초기 닭 배아 신경관 양쪽으로 시신경엽(Ag; Anlage)이 튀어나온 모습과 유사함을 나타내고 있다. 이로써 발생학에서 근접원인의 중요성을 강조하였다.

헤켈 본인의 믿음과 달리 젊은 발생학자들은 역사적·기술적(descriptive) 설명이 발생의 원인을 해명할 수 있다는 주장에 반기를 들었다. 그들은 “왜?”보다는 “어떻게?“에 관심이 있었으며, 생물학이 물리학과 같은 정밀과학이 되려면 박물학 전통의 비교·관찰 연구에서 벗어나 실험으로 나아가야 한다고 생각했다. 물론 실험을 통해 발생의 기제를 밝히려고 시도한 학자들은 에티엔 조프루아 생틸레르, 로랑 샤브리(Laurent Chabry) 등 이전에도 있었지만, 본격적으로 발생학에 실험적 방법론이 도입된 것은 새로운 세대의 발생학자들이 헤켈의 연구 프로그램을 비판하면서부터였다.
빌헬름 히스는 일찍부터 헤켈을 비판하며 근접원인의 중요성을 강조한 학자 중 하나였다. 그는 발생 동안 일어나는 복잡한 형태 변화를 배아 각 부위의 성장률 차이에 의한 물리적 압박의 결과로 단순하게 설명할 수 있다고 주장했으며, 그 근거로 배아의 여러 기관이 탄력적인 고무 관을 자르거나 구부렸을 때 생기는 모양과 닮았다는 관찰을 제시하였다. 본격적으로 발생학에 실험적 방법론을 도입한 것은 헤켈의 제자였던 빌헬름 루와 한스 드리슈였다. 루는 발생의 근접원인을 밝히기 위해 발생 과정을 실험적으로 조작하는 "Entwicklungsmechanik"을 제안하였다. 이는 독일어로 '발생역학(developmental mechanics)'이라는 뜻인데, 그 밖에 '생리학적 발생학(physiological embryology)'이나 '인과적 발생학(causal embryology)'이라고도 불렸다.
루는 개구리의 수정란이 한 번 난할을 거치도록 한 뒤 한쪽 할구를 손상시켜, 다른 쪽 할구가 반쪽짜리 유생으로 발생하는 것을 관찰했다. 이는 바이스만의 '모자이크 발생(mosaic development)' 가설을 지지하는 실험 결과였다. 하지만 드리슈가 성게 알을 가지고 비슷한 실험을 진행했을 때에는 전혀 다른 결과가 관찰되었다. 남은 할구가 작지만 온전한 유생 한 마리로 발생했던 것이다. 드리슈가 루와 다르게 실험했던 부분은 할구를 손상시키는 것이 아니라 분리해서 떨어뜨려 놓았다는 점이었다. 이후 토머스 헌트 모건은 개구리 알의 할구를 드리슈의 방법대로 분리하자 역시 온전한 한 마리의 유생이 탄생했다고 보고했다. 루의 실험에서는 손상된 할구의 잔해가 남아 있으면서 나머지 할구의 발생에 영향을 미쳤던 것이다.
드리슈의 실험은 배아의 여러 부위가 서로 영향을 주고받으며 발생한다는 '조절발생(regulative development)'의 증거였지만, 발생 과정에서 세포 간 상호작용의 중요성은 1924년 한스 슈페만과 힐데 만골트(Hilde Mangold)의 실험에 의해 비로소 명백히 밝혀졌다. 그들은 영원 배아 포공(blastopore)의 등쪽 입술(dorsal lip) 조직을 떼어 다른 영원 배아에 이식하면 이식한 부위를 중심으로 새로운 배아 구조들이 생겨남을 밝혔다. 슈페만과 만골트는 배아 전체의 형성을 조절할 수 있다는 의미에서 포공의 등쪽 입술 부위를 형성체(organizer)로 명명했다. 슈페만은 이 공로로 1935년 노벨 생리학·의학상을 수상하였으며, 포공의 등쪽 부위는 오늘날 슈페만-만골트 형성체(Spemann-Mangold organizer)로 불린다.

## 유전학과의 갈등
20세기 유전학과 분자생물학의 발전에 힘입어 발생생물학은 차츰 유전자형이 표현형으로 드러나는 과정을 연구하는 학문으로 규정되기에 이르렀다. 토머스 헌트 모건을 비롯한 미국 유전학자들은 슈페만의 연구가 유전자의 역할을 간과했다며 비판하였고, 조지프 니덤과 콘래드 워딩턴은 슈페만-만골트 형성체의 유도 작용을 매개하는 분자를 찾아내고자 했다.
유전자가 발생생물학의 주인공 자리를 차지하는 것을 모든 학자가 반긴 것은 아니었다. 대표적으로 슈페만 자신은 “형성체 물질”을 찾으려는 시도에 회의적이었다. 형성체의 작용을 매개하는 분자의 정체를 밝혀내더라도 “어떻게 해서 배아의 앞뒤축이 그토록 정확하게 정해지는가?” 하는 큰 질문에 대답하는 데에는 도움이 되지 못한다고 생각했던 것이다. 또한 워딩턴은 유전자의 중요성을 누구보다 일찍 인식했으면서도, 유전자가 발생 양상을 결정한다는 관점을 일종의 전성설이라고 보고 반발하였다. 그는 후성발생(epigenesis) 과정에 주목하는 '후성적 풍경(epigenetic landscape)'의 비유를 제안했다. 세포를 언덕 꼭대기에 놓인 공에, 세포의 운명이 나아갈 수 있는 가능성들을 여러 갈래로 나뉘는 골짜기에 비유할 때, 발생이란 공이 골짜기를 따라 언덕을 굴러 내려오는 과정으로 이해할 수 있다는 것이다. 이때 유전자의 역할은 마치 언덕 표면을 아래로 잡아당기는 닻과 같아서, 닻의 위치와 끌어당기는 힘에 따라 언덕이 다양하게 굴곡지는 것으로 상정하였다.
형성체 작용의 생화학적 기제를 밝히려는 니덤과 워딩턴의 시도는 기술의 한계로 말미암아 당대에는 결실을 거두지 못했다. 하지만 이러한 시도의 과정에서 많은 종류의 유기분자가 비슷한 활성을 나타낸다는 사실이 밝혀졌다. 발생에 영향을 미치는 유전자를 처음 밝혀낸 것은 자발적 돌연변이 덕택이었다. 오늘날 유전자 제거 등의 기법으로 유전자 변형 생물을 제작한 후 배아에 이상이 있는지 관찰하는 것은 발생생물학의 핵심 연구 기법으로 자리 잡았다.

## 같이 보기
- 발생 (생물학)(embryonic development)
- 발생 생물학(developmental biology)

## 참고문헌
- Gilbert, Scott F.; Barresi, Michael J. F. (2016), 《Developmental biology》 11판, Sunderland (Mass.): Sinauer associates, Inc., publishers, ISBN 978-1-60535-470-5
- Gould, Stephen Jay (1977), 《Ontogeny and Phylogeny》, Cambridge: Harvard University Press, ISBN 9780674639409
- Morange, Michel (2021), 《A history of biology》, Princeton, NJ Oxford: Princeton University Press, ISBN 978-0-691-17540-9
- Needham, Joseph; Hughes, Arthur (2014), 《A history of embryology》 2판, Cambridge: Cambridge university press, ISBN 978-1-107-47554-0
- Wolpert, Lewis (2019), 《Principles of development》 6판, Oxford, United Kingdom: Oxford university press, ISBN 978-0-19-880056-9